# Arcade Fire
Arcade Fire (в переводе с англ. — «аркадный огонь») — канадская инди-рок-группа, образованная супружеским дуэтом Уин Батлер и Реджин Шассан в 2003 году в Монреале, Квебек, и исполняющая экспериментальный рок с элементами арт-рока, пост-панка и барокко-попа. Используя, наряду с традиционными инструментами, аккордеон, арфу и струнные, группа практикует концерты-хэппенинги, в ходе которых импровизирует, временами выводя тысячные толпы зрителей на улицы и в парки.
Все пять альбомов группы удостаивались высоких оценок критики. Дебютный Funeral (2004) занял первое место в списке MTV 250 Greatest Albums of the Year и получил 2 номинации Grammy и 8 место в книге Боба Мерсеро «100 лучших канадских альбомов». Второй, Neon Bible (2007) возглавил альбомные списки Канады и Ирландии, в США и Великобритании поднялся до 2-го места и вышел на 1-е место в списке Лучших альбомов 2007 года журнала Q Magazine. В 2008 году альбом был номинирован на Brit Awards и стал лауреатом Juno Awards в номинации Best Alternative Album of the Year. Третий, The Suburbs, выиграл Grammy как лучший альбом 2011 года.

## История группы
Уин Батлер (англ. Win Butler) родился 14 апреля 1980 года в Калифорнии (его отец работал в нефтедобывающей компании, мать играла в оркестре на арфе), а детские годы провёл в Вудландсе, пригороде Хьюстона, штат Техас. Вместе с братом Уиллом он учился в престижном интернате Phillips Exeter Academy (откуда, в числе прочих, вышли писатели Джон Ирвинг и Гор Видал), где его любимыми предметами были литература и фотография. Их же он изучал в другом не менее солидном заведении, Sarah Lawrence College, где (под влиянием ранних The Cure и Radiohead) впервые начал записываться на 4-канальной аппаратуре. Год спустя (разочаровавшись в учёбе, но более всего — некоторых особенностях академического процесса, включавшего в себя «оценку товарищей по классу») он ушёл из колледжа и переехал в Бостон, где некоторое время работал в магазине ортопедической обуви. В 2001 году Батлер (с приятелем по имени Джош Дью, который впоследствии ненадолго вошёл в первый состав Arcade Fire) перебрался в Монреаль и здесь поступил на курс Религиозных чтений в Университет Макгилла.
С Реджин Шассан (англ. Régine Chassagne, род. 18 августа 1977 года в Квебеке в семье выходцев с Гаити) он познакомился на открытии художественной выставки в Университете Конкордия (Concordia University) в 2002 году, где она, будучи студенткой, выступала на сцене, исполняя джазовые стандарты. Быстро став неразлучными, Уин и Реджина переехали в монреальский район Майл Энд, на верхнем этаже дома оборудовав себе импровизированную записывающую студию. В 2003 году Батлер и Шассан поженились: церемония прошла в августе на загородной ферме.
Летом 2003 года образовались Arcade Fire: в состав, кроме дуэта основателей, вошли Тим Кингсбери, Ричард Рид Парри и Брэндон Рид (некоторое время здесь играли Джош Дью и Ким Кайл: последний сейчас выступает с Wild Light). Вскоре состав был реформирован: сюда вошли Уилл Батлер, Сэра Нойфельд и Джереми Гара. На свои деньги группа записала альбом Funeral, обратив на себя внимание Мака Маккогана (фронтмена инди-панк-группы Superchunk) из записывающей компании Merge Records. Группа настояла на личной встрече и выехала из Монреаля в Северную Калифорнию ради того, чтобы сыграть для Мака в клубе The Cave, где собралось около полусотни человек. По словам МакКогана они «просто уничтожили все вокруг».
Альбом Funeral вышел 14 сентября 2004 года и был восторженно встречен критикой. Батлер говорил, что группа рассчитывала продать не более 20 тысяч, но концертная репутация, а главное, неожиданно громогласная поддержка таких звезд, как Боуи, U2 (использовавшие трек «Wake Up» как интро в своём Vertigo-туре) и Крис Мартин из Coldplay, способствовали тому, что тираж быстро перевалил за миллион. Продолжительный Funeral-тур завершился серией канадских концертов с U2 в ноябре 2005 года.

Поначалу Arcade Fire намеревались приступить к работе над вторым альбомом в Нью-Орлеане. Но затем Реджина, просматривая объявления, натолкнулась на сообщение о заброшенной пресвитерианской церкви, выставленной на продажу в городе Фарнхэме, в часе езды от Монреаля. Здесь группа обустроила себе звукозаписывающую студию, поселилась на 10 месяцев (выезжая лишь изредка) и записала второй альбом Neon Bible. Опыт (который Батлер сравнивает с работой на съемочной площадке) положил начало целой концепции «звукозаписи на выезде». Так, вокальные партии были записаны в лесу неподалёку от Нью-Йорка, в домике, принадлежавшем Бьорк (где их застал мощный ураган, что во многом усилило «апокалиптический» эффект пластинки). Если Funeral был «сборником притч о потустороннем мире», то тема второго — ужас перед надвигающимся Концом. Это окончательно сформировало отношение к группе как к своего рода библейскому арт-роковому культу.
Наш мир — мрачное место. При этом вокруг хватает людей, которые твердят нам, что все хорошо. Но это не так. Мир вынужден будет измениться: все это не рассосётся просто так, само собой.Уин Батлер
25 мая 2010 года группа в эфире у Зэйна Лоу презентовала сингл «The Suburbs» с нового, третьего альбома группы, The Suburbs, и би-сайд «Month Of May». Был отпечатан небольшой тираж пластинок и разослан по независимым музыкальным магазинам. Третий альбом записывался в течение двух последних лет на студиях в Монреале и Нью-Йорке. Сопродюсером диска выступил Маркус Дравс, работавший с Coldplay, James и Бьорк. Альбом вышел 2 августа в Европе и 3-го в США и Канаде. Альбом оказался очень успешным и завоевал первые места в чартах США, Канады, Великобритании и ряда других стран.
На 53-й ежегодной церемонии вручения премий Грэмми, прошедшей 13 февраля 2011 года в Лос-Анджелесе, альбом получил награду как Лучший Альбом 2010 года; при этом группа была номинирована также в двух других категориях: Лучшее Рок Исполнение Дуэтом или Группой с Вокалом за композицию Ready To Start и Лучший Альбом Альтернативной Музыки.

## Состав
- Уин Батлер — вокал, гитара, бас
- Реджин Шассан — вокал, аккордеон, перкуссия, клавишные, ксилофон, барабаны
- Ричард Рид Парри — перкуссия, тамбурин, клавишные, гитара, аккордеон
- Тим Кингсбери (Tim Kingsbury) — бас, гитара
- Сара Нойфилд (Sarah Neufeld) — скрипка
- Джереми Гара — барабаны, перкуссия
- Уилл Батлер (Will Butler) — клавишные, бас, гитара, перкуссия

## Стиль и влияния
Уин Батлер — англофил, с детства предпочитавший британский пост-панк американской поп- и рок-музыке, — вырос на U2 и The Cure («На первых порах мы и были — полу-Cure, полу-U2»). Позже к списку британских влияний добавились Radiohead («The Bends стал для меня краеугольным камнем: он отличался от всего, что звучало тогда на радио») и Echo & the Bunnymen: Иэн Маккаллох (наряду с Роем Орбисоном) стал первым образцом для Батлера-вокалиста. Позже его вокальный стиль стали сравнивать также с манерой исполнения Брюса Спрингстина; альбом Nebraska также в числе любимых пластинок фронтмена Arcade Fire.
Между тем ранние Arcade Fire были родственны другой монреальской группе Godspeed You! Black Emperor, также пытавшейся совместить пост-панк-влияния с грандиозностью эпических аранжировок. Любимая исполнительница Реджин Шассейн — Билли Холидей. Набор кавер-версий, исполняемых Arcade Fire, также характеризует спектр влияний: это «The Guns Of Brixton» (The Clash; исполняется на добро и с мегафоном), «Bizarre Love Triangle» (New Order), «Love Will Tear Us Apart» (Joy Division), «Poupee De Cire, Poupe De Son» (Реджин нередко поёт на концертах эту песню Сержа Генсбура, которая в исполнении Франс Галл победила на конкурсе Евровидения в 1965 году).

## Дискография

### Студийные альбомы
- Funeral (2004)
- Neon Bible (2007)
- The Suburbs (2010)
- Reflektor (2013)
- Everything Now (2017)
- We (2022)
- Pink Elephant (2025)

### EP’s
- Arcade Fire (2003, перевыпущен на Merge в 2005 году).
- Arcade Fire & David Bowie at Fashion Rocks (2005, download only: iTunes Music Store).

### Синглы
- «Neighborhood #1 (Tunnels)» (2004)
- «Neighborhood #2 (Laïka)» (2005, # 30 UK)
- «Neighborhood #3 (Power Out)» (2005, # 26 UK)
- «Cold Wind»[15] (2006, # 52 UK)
- «Rebellion (Lies)» (2006, # 19 UK)
- «Wake Up» (2006, # 29 UK)
- «Black Mirror» (2007)
- «Keep the Car Running» (2007, # 56 UK, # 18 US)
- «Intervention» (2007, # 81, UK)
- «No Cars Go» (2007, # 85, UK)
- «The Suburbs / Month of May» (2010)
- «We Used to Wait»
- «Ready to Start»
- «City with No Children»
- «Speaking in Tongues»
- «Sprawl II (Mountains Beyond Mountains)»
- «Reflektor»
- «Afterlife»